# Memoria Abierta
Memoria Abierta, vertaald Open Herinnering, is een overkoepelende Argentijnse organisatie van meerdere mensenrechtenorganisaties in Buenos Aires.
Het doel van Memoria Abierta is de herinnering levend te houden aan het staatsagressie tijdens de Vuile Oorlog (1976-1983).
De onderliggende organisaties van Memoria Abierta zijn Asamblea Permanente por los Derechos Humanos (APDH), Centro de Estudios Legales y Sociales (CELS), Fundación Memoria Histórica y Social Argentina, Dwaze Moeders (oprichtingstak) en Servicio Paz y Justicia.
In 2004 werd de organisatie onderscheiden met een Prins Claus Prijs voor de verspreiding van kennis van dit verleden, waardoor volgens de jury de democratische cultuur wordt versterkt.